# Akuapim North District
Der Akuapim North District (auch: Akuapem North oder Akapim North oder Akwapim North) liegt in der Eastern Region von Ghana. Chief Exekutive des 544 km² großen Distriktes mit 104.754 (2002) Einwohnern ist Edward Adu Aboagye. Distrikthauptstadt ist Akropong. Dieser Distrikt wurde per Dekret vom damaligen Militärdiktator Jerry Rawlings aus dem Akuapim Distrikt gebildet.

## Bevölkerung und Geographie
Der Distrikt erstreckt sich auf einem bergigen Gebiet und liegt durchschnittlich zwischen 381 und 488 Meter hoch. Der höchste Punkt liegt 500 Meter über dem Meeresspiegel. Im Distrikt leben vor allem Akwapim, nach denen der Distrikt benannt wurde. Neben den 51 Prozent Akuapim sind 42,3 Prozent der Bevölkerung Angehörige der Kyerepong sowie Larteh (Guan) und 6,1 Prozent sind Mitglieder der weiteren Völker Ghanas wie Ewe und Völker des Nordens. Im Jahr 2002 lebten 104.754 Menschen im Distrikt. Noch im Jahr 1970 lebten laut einer Volkszählung lediglich 68.247 Menschen im Gebiet des heutigen Distriktes. Im Jahr 1984 waren es bereits 85.131. Von der heutigen Bevölkerung sind weitaus mehr Frauen als Männer im Distrikt ansässig. Auf 100 Frauen m Distrikt ergab die Volkszählung 2000 lediglich 88 Männer, die im Distrikt lebten.
Schätzungen für das Jahr 2006 geben die Bevölkerung mit 116.699 Personen an.

## Ortschaften
| - Larteh - Mampong - Adukrom - Abiriw - Mamfe | - Tutu - Amanokrom - Obosomase - Apirede - Adawso | - Okorase - Dawu - New Mangoase - Awukugua - Amanfro | - Tinkong - Okra Kwadwo - Kwamoso - Asenema |

## Wahlbezirke
Der Akuapim North District ist in zwei Wahlkreise unterteilt worden. Im Wahlkreis Okere wurde Brandford Kwame Daniel Adu von der Partei New Patriotic Party (NPP) als Direktkandidat in das ghanaische Parlament gewählt. Für den Wahlkreis Akropong zog William Ofori Boafo ebenfalls für den NPP ins Parlament ein.